# Elmer Ivan Applegate
Elmer Ivan Applegate (1867-1949) fue un botánico estadounidense, reconocido por su monografía acerca de las especies del género Erythronium y por su papel en la organización del Distrito de Riego Klamath.
Era el mayor de los seis hijos del matrimonio de Lucien Applegate y Margaret Grubb. Su educación botánica la recibió en la Escuela Normal San José en 1894, y luego en la Universidad Stanford, en 1895.

## Algunas publicaciones
- e.i. Applegate. "The genus Erythronium: a taxonomic and distributional study of western North American species." Madrono 3:58-113. 1935
- ---------------. "Plants of Crater Lake National Park." American Midland Naturalist 22:225-314. 1939
- ---------------. "Plants of Lava Beds National Monument, California." American Midland Naturalist 19:334-367. 1938

- ---------------. Two new Downingias from Oregon. In: Contrib. Dudley Herb., Stanford Univ. 1: 97-98, 1929
- ---------------. Some undescribed plants form the Pacific states. In: Contrib. Dudley Herb., Stanford Univ. 1: 151-154, 1930
- ---------------. New western Erythroniums. In: Contrib. Dudley Herb., Stanford Univ. 1: 188-190, 1933
- ---------------. The flora of Wizard Island. In: Nature Notes from Crater Lake National Park 7 ( 1): 7-8, 1934 en línea
- ---------------. Applegate's paint-brush on Applegate Peak. In: Nature Notes from Crater Lake National Park 7 ( 3): 10, 1934 en línea
- ---------------. Monkey-flowers of Crater Lake. In: Nature Notes from Crater Lake National Park 8 (1): 9-10, 1935 en línea
- ---------------. Latest flowering plants in Crater Lake Nationale Park. In: Nature Notes from Crater Lake National Park 7 ( 2): 9-10, 1935 en línea
- ---------------. Some fruits of Crater Lake plants. In: Nature Notes from Crater Lake National Park 7 ( 3): 6-9, 1935 en línea
- ---------------. Report of Botanical Activities for 1936. Crater Lake National Park, 1936
- ---------------. Some plants common to Crater Lake National Park and the Lava Beds National Monument. In: Nature Notes from Crater Lake National Park. 9: 3-4, 1936 en línea
- ---------------. The Flowering Seasons of Crater Lake Plants. In: Nature Notes from Crater Lake National Park. 11 ( 1) 1938 en línea

## Honores

### Eponimia
Especies
- (Fabaceae) Astragalus applegatei M.Peck[1]
- (Fagaceae) Quercus applegatei F.W.Knowlt.[2]
- (Lecanoraceae) Lecanora applegatei Herre[3]
- (Scrophulariaceae) Castilleja applegatei Fernald[4]
- La abreviatura «Applegate» se emplea para indicar a Elmer Ivan Applegate como autoridad en la descripción y clasificación científica de los vegetales.[5]